# Kim Su-hak
Kim Su-hak, född 1942, nordkoreansk politiker och landets folkhälsominister 1998 till 5 oktober 2006. Han sitter sedan april 1990 i Högsta folkförsamlingen och är sedan 1998 ordförande för Kinesisk-koreanska vänskapsförbundet.